# 플래시드
《플래시드》(영어: Lake Placid)는 미국에서 제작된 스티브 마이너 감독의 1999년 코미디 공포 영화이다. 빌 풀먼, 브리짓 폰다 등이 출연하였고, 데이비드 E. 켈리와 마이클 프레스먼 등이 제작에 참여하였다. 시리즈화되어 이후 여러 속편이 나오고 있다.

## 출연진
- 빌 풀먼 - 잭 웰스 역
- 브리짓 폰다 - 켈리 스콧 역
- 브렌던 글리슨 - 행크 키오 보안관 역
- 올리버 플랫 - 헥터 시어 역
- 베티 화이트 - 덜로리스 비커먼 부인 역
- 메러디스 샐런저 - 샤론 게어 보안관보 역
- 데이비드 루이스 - 월트 로슨 역
- 나타시아 말테 - 저닌 역
- 머리슈카 하기테이 - 마이라 오쿠보 역
- 제드 리스 - 버크 보안관보 역
- 타이 올슨 - 주 경찰관 역
- 애덤 아킨 - 케빈 역 (크레디트 미기재)
- 스티브 마이너 - 비행기 조종사 역

## 기타 제작진
- 총괄 제작: 피터 보가트
- 배역: 리사 비치
- 미술: 존 윌릿
- 의상: 조리 우드먼
- 특수 효과: 스탠 윈스턴 스튜디오

## 사운드트랙
1. Main Title (2:25)
2. Hector's Here (1:11)
3. Close Call (3:59)
4. Udder Preparations (4:02)
5. Love Games (2:25)
6. Reluctant Passengers (1:46)
7. Morgue / Scary Beaver (4:11)
8. Scouting (2:22)
9. Here He Comes! (4:57)
10. Making a Move /Jack (2:11)
11. Swimming With Croc (3:36)
12. Hector's Mind (2:48)
13. Weird Things / Dinner Time (2:51)
14. Ground Rules (1:43)
15. Trapping Croc / Resolution (5:30)
16. The Lake / Hitching a Ride (1:03)

## 우리말 녹음
MBC 성우진 (2002년 6월 15일)
- 박일 - 잭 웰스(빌 풀먼)
- 정남 - 켈리 스콧(브리짓 폰다)
- 박조호 - 행크(브렌던 글리슨)
- 최석필 - 헥터(올리버 플랫)
- 정희선 - 비커먼 부인(베티 화이트)
- 고성일 - 잠수부(데이비드 루이스)
- 김서영 - 경찰(메러디스 샐런저)
- 김지영 - 켈리의 친구(머리슈카 하기테이)
- 최한 - 케빈(애덤 아킨)
- 표영재 - 조종사(스티브 마이너)
- 박신희 - 학생(나타시아 말테)